# Мала Бршляниця
45°35′ пн. ш. 16°50′ сх. д. / 45.58° пн. ш. 16.83° сх. д.
Мала Бршляниця (хорв. Mala Bršljanica) — населений пункт у Хорватії, у Б'єловарсько-Білогорській жупанії у складі міста Гарешниця.

## Населення
Населення за даними перепису 2011 року становило 48 осіб.
Динаміка чисельності населення поселення: